# Chiesa di San Nicola (Brindisi)
La chiesa di San Nicola è un edificio di culto greco-ortodosso situato nel centro di Brindisi, in Via Indipendenza, a ridosso delle mura della città.

## Storia

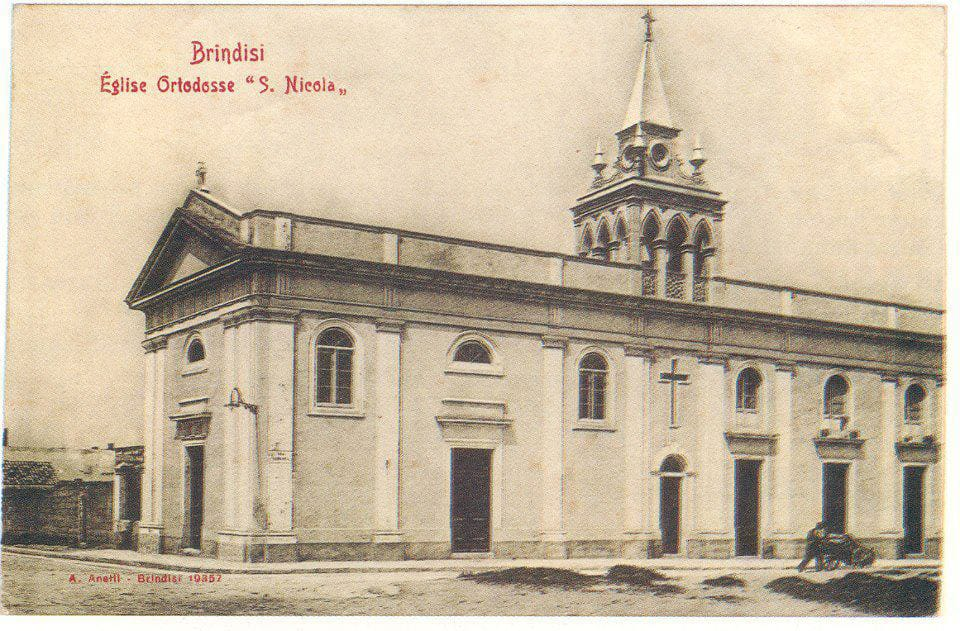
Chiesa greco ortodossa San Nicola a Brindisi

Oggi la chiesa di San Nicola è il riferimento più importante per la comunità greco-ortodossa di molte regioni meridionali, e dal 1991 fa parte della metropolìa d'Italia con sede a Venezia. Il suolo su cui giace era di proprietà di Salvatore Perrone e fu acquistato il 12 aprile 1891 da Malvina Omero e Socrate Cocotò. La parrocchia poté costruirsi per volontaria sottoscrizione e con il contributo dello zar Alessandro III. Precedentemente la comunità cristiano-ortodossa locale aveva utilizzato come luogo di preghiera la chiesa abbaziale di Sant'Antonio Abate, e dopo l'acquisizione dell’edificio da parte del demanio, si era vista rifiutare anche l'utilizzo di San Giovanni dei Greci. 
La chiesa di San Nicola fu inizialmente compresa nella giurisdizione ecclesiastica corfiota ma, essendo stata costruita in territorio non greco, passò sotto la dipendenza del vescovo di Londra, che aveva la pertinenza sull’intera Europa occidentale. Una volta costituito l’esarcato d’Italia, la chiesa fu compresa dapprima nella metropolìa d'Austria-Italia, situata a Vienna, e dal 5 novembre 1991 nella metropolìa d’Italia, situata a Venezia, e guidata dal primo arcivescovo ortodosso d’Italia Gennadio.
Grazie ad un’iscrizione in greco antico sulla porta d’ingresso della chiesa è noto che è stata restaurata e arricchita nel 1987 per volere dell’archimandrita Eftimios Kulumbis e dal preposto Giorgio Monolas.

## Descrizione
Il progetto della chiesa presenta, come per le costruzioni contemporanee a essa, cadenze di stile neoclassico seppur, a differenza delle precedenti, all’esterno della stessa è presente un campanile con cella aperta sui quattro lati e trifore con quattro pinnacoli che conferisce alla chiesa delle movenze neogotiche.
A lato della chiesa si trova il papàs (casa del prete), dove vive il prete con la famiglia, poiché la Chiesa greca non impone il celibato.

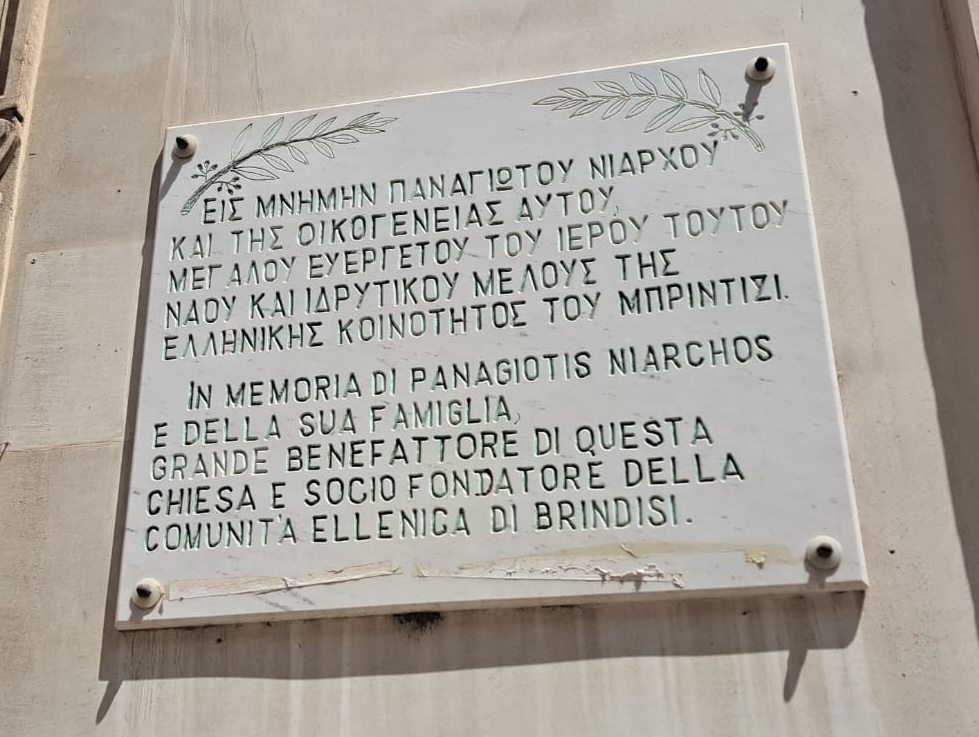
Iscrizione esterna alla chiesa di San Nicola

L’interno dell’edificio è strutturato ad un’unica navata centrale, dipinta dal pittore ellenico Crità nel 1987 con la rappresentazione della Vergine Platitera ("più ampia dei cieli" perché sul suo petto è rappresentato il Cristo, che è più grande dell'universo) nel VIMA (parte più interna, dietro l’iconostasi), e più in basso le rappresentazioni di san Basilio, san Giovanni Crisostomo e san Gregorio Nazianzeno. Lo stesso pittore sulle pareti di mezzogiorno, ponente e settentrione ha realizzato le rappresentazioni dei Profeti e del Cristo Pantocratore sul soffitto.
L’iconostasi è formata da un triplice ordine di immagini. Sul primo vi sono le rappresentazioni di santa Marina Martire e san Giovanni Battista completate da un anonimo nel 1903, mentre san Michele Arcangelo, la Theotokos, Cristo in trono e san Gabriele Arcangelo sono state dipinte dal sacerdote Crisanto di Plateo a Corfù. Sul secondo vi sono rappresentati i quattro evangelisti e sul terzo la Nascita del Cristo, il Battesimo del Giordano, il Mistico banchetto, la Crocifissione e la Pietà.
Lateralmente all’iconostasi ci sono i santi Nicola di Bari e Spiridione. Infine, sulla prothesis è posta la rappresentazione della Natività in stile bizantino.